# Goscote House (Leicester)
Goscote House - budynek mieszkalny położony przy ul. Sparkenhoe Steet w centrum miasta Leicester w Wielkiej Brytanii. 
Budynek oddany do użytku w 1970 roku z powodu braku mieszkań w okolicy.
Budynek ten jest 4 najwyższym budynkiem miasta Leicester. Wysokość budynku wynosi 66 metrów, 22 kondygnacje i posiada 139 mieszkań.